# Srbsko
Srbsko är en ort i Tjeckien.   Den ligger i regionen Mellersta Böhmen, i den centrala delen av landet, 26 km sydväst om huvudstaden Prag. Srbsko ligger 223 meter över havet och antalet invånare är 458.
Terrängen runt Srbsko är varierad. Srbsko ligger nere i en dal. Runt Srbsko är det ganska tätbefolkat, med 100 invånare per kvadratkilometer. Närmaste större samhälle är Beroun, 5,4 km nordväst om Srbsko. Trakten runt Srbsko består till största delen av jordbruksmark.